# Rijksbeschermd gezicht Nieuwe Schans
Gezicht Nieuwe Schans is een van rijkswege beschermd dorpsgezicht in Bad Nieuweschans in de Nederlandse provincie Groningen. De procedure voor aanwijzing werd gestart op 9 juni 1972. Het gebied werd op 22 augustus 1974 definitief aangewezen. Het beschermd gezicht beslaat een oppervlakte van 5,3 hectare.
Panden die binnen een beschermd gezicht vallen krijgen niet automatisch de status van beschermd monument. Wel zal de gemeente het bestemmingsplan aanpassen om nieuwe ontwikkelingen in het gebied te reguleren. De gezichtsbescherming richt zich op de stedenbouwkundige en cultuurhistorische waardering van een gebied en wil het toekomstig functioneren daarvan veiligstellen.